# Nickelback

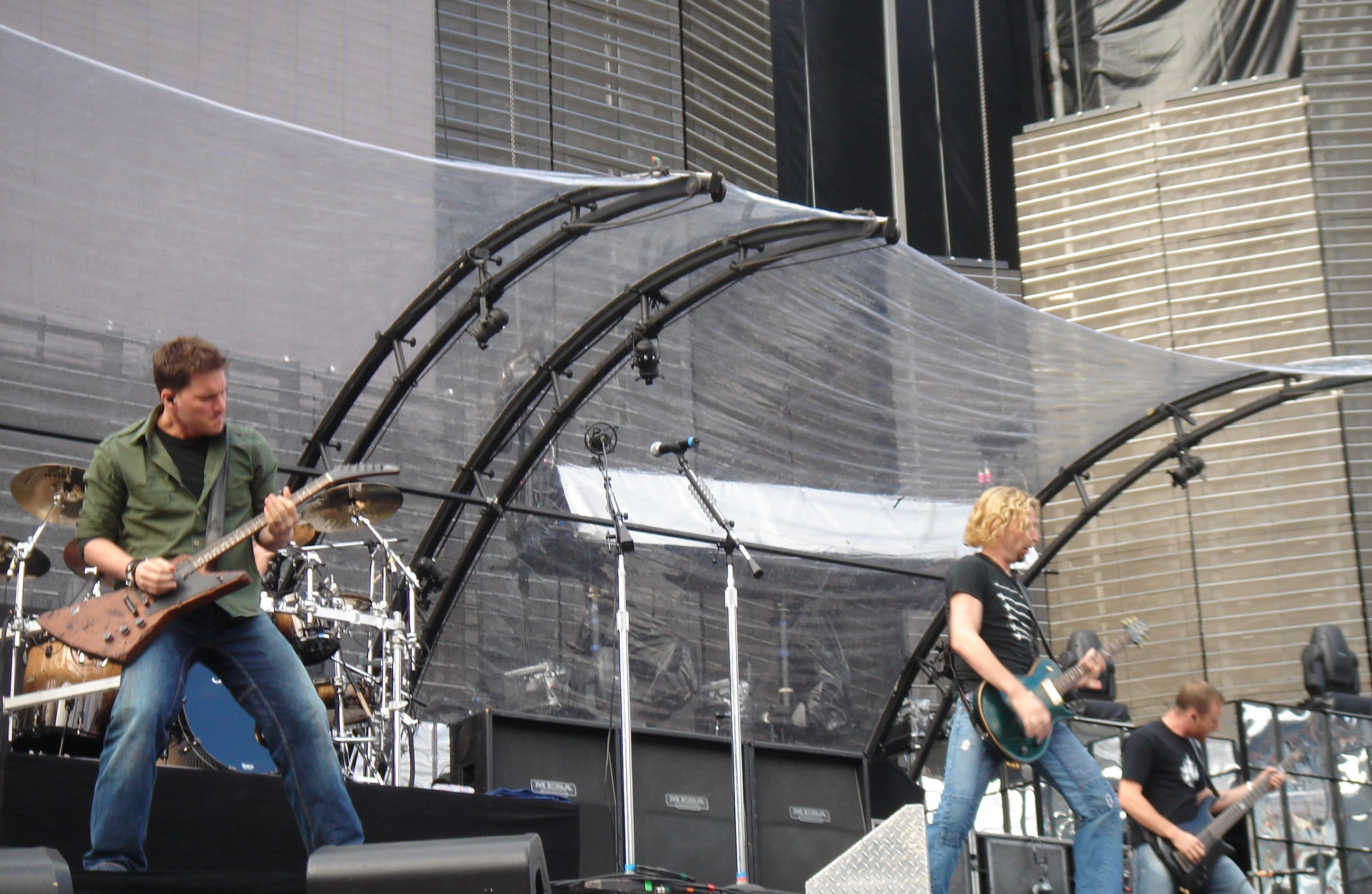
Nickelback 2006

Nickelback (angl. výslovnost [ˈnɪklbæk]) je kanadská rocková skupina, která se proslavila v roce 2001 svým pilotním singlem „How You Remind Me“ a následným albem Silver Side Up. Kapela prodala celosvětově přes 50 milionů desek a získala i řadu ocenění, například American Music Award, Juno Awards, nebo MTV Video Music Awards. Tato kanadská skupina koncertovala i v Česku, v roce 2013 a naposledy 18. 9. 2016 kapela opět zavítala do pražské O2 arény.
Název kapely vznikl v době, kdy baskytarista Mike pracoval v jedné z provozoven řetězce Starbucks a vracel zákazníkům peníze s větou: „There is your nickel back.“ (česky „Tady máte nazpět niklák…“)

## Historie
Jejich páté album All the Right Reasons dosáhlo úspěchu, když prodali 7,3 milionů kopií v USA a přes 11,5 milionů na celém světě, čímž se stali teprve 16. kapelou v 21. století, kterým se podařilo prodat takové množství desek.[zdroj?] Na albu se vyskytují hity jako „Photograph“, „Savinʼ Me“, „Far Away“, „If Everyone Cared“ či „Rockstar“, kterým se podařilo umístit v první dvacítce prestižní americké hitparády Billboard Hot 100. Billboard Magazine, tvůrce hitparády, prohlásil album za „největší rockový počin století“.[zdroj?]
All the Right Reasons si může připsat ještě jeden rekord: v žebříčku Billboard 200 po dobu celých 110 týdnů vytrvávalo na předních pozicích a ani jednou nekleslo pod 30. místo. Toto se povedl už jen Shanie Twain a jejímu albu Come on Over, které na pozici setrvalo o něco déle, a to 123 týdnů v kuse.
V roce 2008 kapela natočila v pořadí už šestou desku, která vyšla 18. listopadu, první singl „Gotta Be Somebody“ se v rádiích objevil 30. září 2008, druhý singl „Something In Your Mouth“ vydali 28. října 2008. Pro kapelu se stalo osudným pondělí 10. listopadu 2008, kdy jejich nové album Dark Horse uniklo ven a bylo ke stažení na torrentech více než týden před oficiálním prodejem.
8. září 2011 členové oznámili, že jejich sedmá deska s názvem Here and Now vyjde 21. listopadu a dva singly „Bottoms Up“ a „When We Stand Together“ 26. září 2011.
V červnu 2014 frontman Chad Kroeger v rozhovoru pro rádio CFOX-FM řekl, že skupina plánuje vydat nové album do konce roku 2014 a oznámil první singl z nové desky, nazvaný „Edge of a Revolution“, který vyjde 18. srpna 2014. Druhý singl s názvem „What Are You Waiting For“, měl původně vyjít 22. září 2014, ale skupina jej vypustila už 5. září.
13. 1. 2017 kapela vydala na svém YouTube kanálu krátké video odkazující na 1. února téhož roku; v ten den vyšla jejich nová píseň „Feed the Machine“ a byly zveřejněny detaily ohledně šňůry pro rok 2017.
Kapela vystoupila v červnu 2016 v pražské O2 areně a web iREPORT tento koncert pochválil za skvělý zvuk a energické vystupování.

## Členové kapely
Chad Robert Turton-Kroeger - kytara, zpěv (* 15. 11. 1974)
Michael Douglas Henry Kroeger - baskytara (* 25. 7. 1972)
Ryan Anthony Peake - kytara, back vocal (* 1. 3. 1973)
Daniel Patrick Adair - bicí, zpěv (* 19. 2. 1975)

## Diskografie
Studiová alba
- Curb (1996)
- The State (1998)
- Silver Side Up (2001)
- The Long Road (2003)
- All the Right Reasons (2005)
- Dark Horse (2008)
- Here and Now (2011)
- No Fixed Address (2014)
- Feed the Machine (2017)
- Get Rollin' (2022)